# Jeanne Lanvin

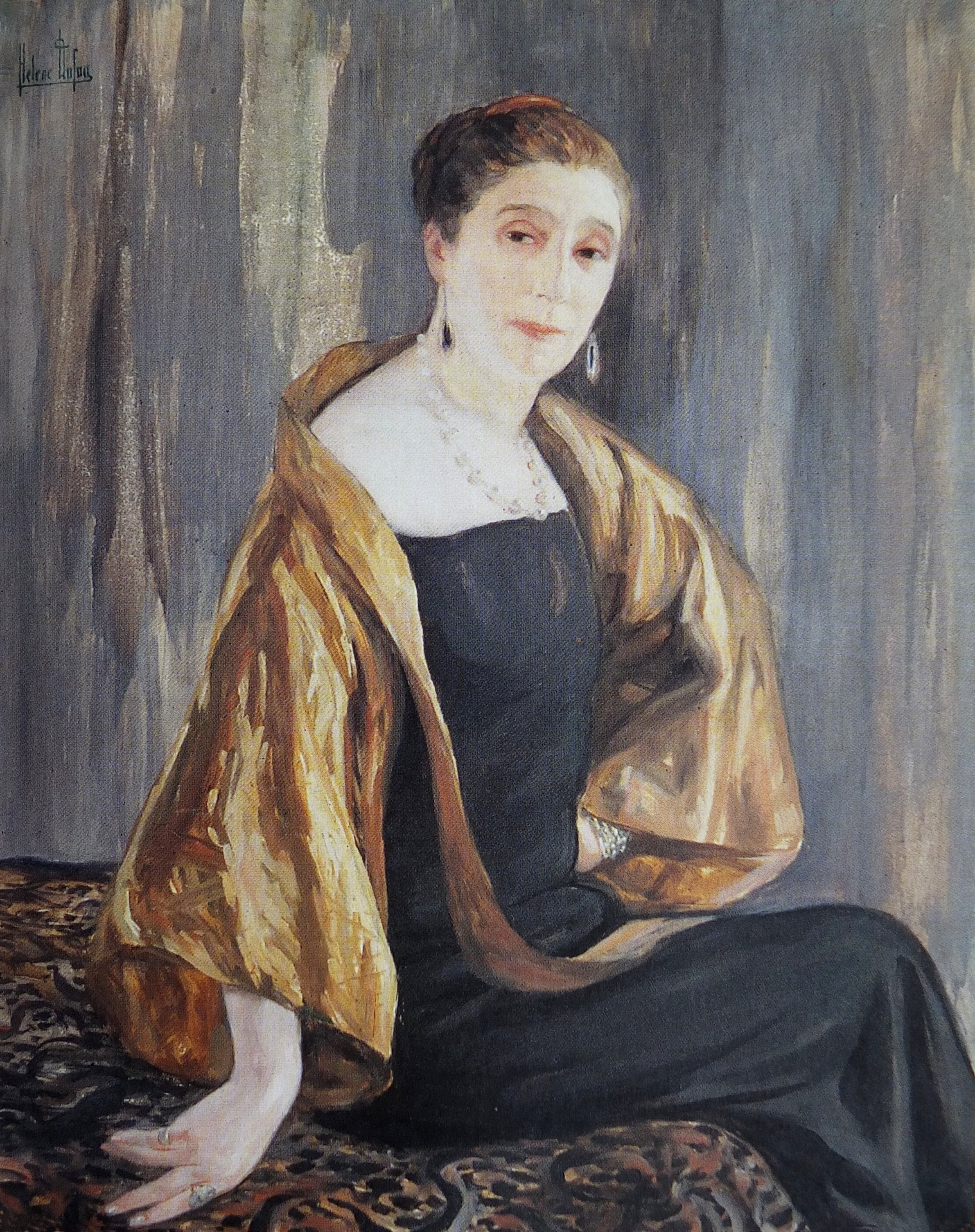
Clémentine-Hélène Dufau: Jeanne Lanvin (1925)

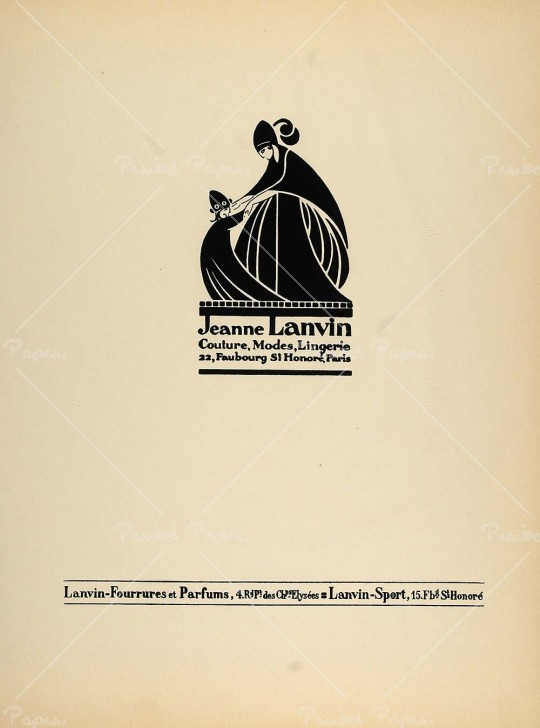
Logo von Paul Iribe (1927): Mutter beugt sich zärtlich über ihre Tochter

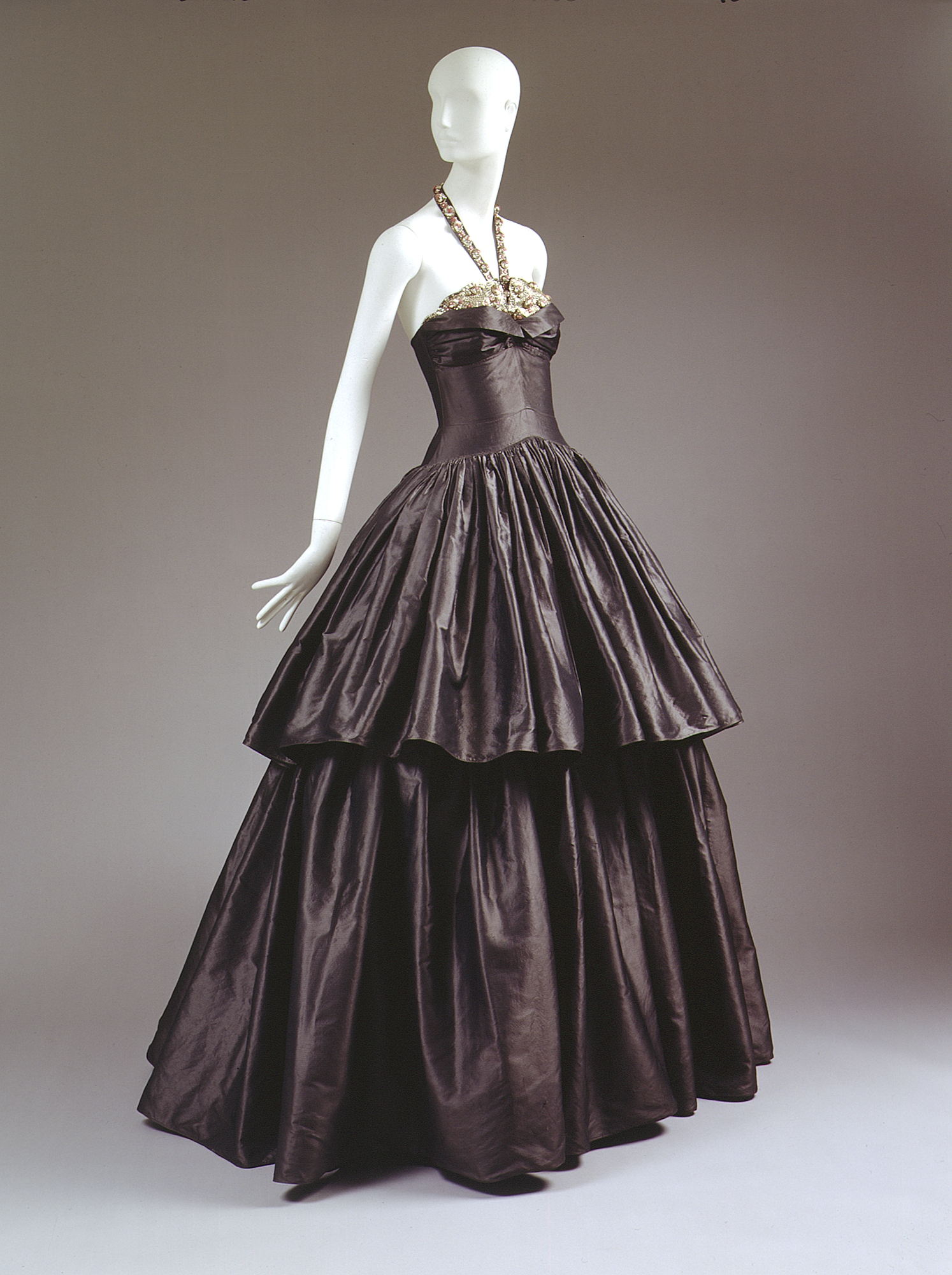
„Cyclone“ MET CI.46.4.18ab

Jeanne Lanvin, eigentlich Jeanne-Marie Lanvin, (* 1. Januar 1867 in Paris; † 6. Juli 1946 ebenda) war eine französische Geschäftsfrau und Autodidaktin. Sie zeichnete ihre Entwürfe nicht selbst. Als Modepionierin und Modeschöpferin baute sie ein Unternehmen mit bis zu 1.200 Angestellten, zahlreichen Boutiquen und weltweit mehreren Zweigstellen auf. Als Erste bot sie ab 1908 Prêt-à-porter-Kindermode, ab 1926 maßgeschneiderte Herrenmode und ab 1933 ein Eau-de-Toilette an. Das von ihr 1889 gegründete Modeunternehmen Lanvin existiert bis heute.

## Leben
Als ältestes von 11 Kindern von Bernard-Constant Lanvin und Sophie Blanche Deshayes wuchs Jeanne Lanvin in bescheidenen Verhältnissen auf. Nach einer mit 13 Jahren begonnenen Anstellung als Aushilfe bei dem Huthersteller Madame Boni auf der eleganten Pariser Modemeile Rue du Faubourg Saint-Honoré, einer Lehre als Hutmacherin bei Maison Félix drei Jahre später und schließlich einer Tätigkeit als Modistin bei Talbot eröffnete sie 1889 ein eigenes Hutgeschäft auf der Rue du Faubourg Saint-Honoré. Dies gilt als Gründungsjahr des Hauses Lanvin. 1895 heiratete sie den italienischen Grafen Emilio di Pietro. Am 31. August 1897 wurde die gemeinsame Tochter Marguerite geboren. 1903 ließ sie sich scheiden und begann zunächst für ihre Tochter Marguerite, genannt Marie-Blanche, und ihre jüngste Schwester bunte, für die damalige Zeit ungewöhnlich bewegungsfreundliche Hängerkleidchen zu schneidern, für die sie auch Abnehmer unter den wohlhabenden Käuferinnen ihrer Hüte fand. 1907 heiratete sie den Journalisten Xavier Melet.
Lanvin stellte sich schnell auf die große Nachfrage nach der von ihr geschaffenen Mode ein und begann 1909 auch Damenmode zu kreieren. Im gleichen Jahr trat sie der Schneiderinnung Chambre syndicale de la couture parisienne bei. Das Jahr 1909 gilt demnach als Gründungsjahr des Hauses Lanvin. Statt selbst zu zeichnen oder zu drapieren, instruierte sie Mode-Zeichner, ihre Entwürfe zu Papier zu bringen.

„Auch die modernen Nachmittagskostüme der Backfische sind in der Linienführung durchwegs einfach, und dies ist zum großen Teil Madame Lanvin zu danken. Jeanne Lanvin ist ein Begriff in Paris. Alle jungen Mädchen, die gern hübsch gekleidet gehen, träumen von Lanvinkleidchen. Das Genre dieser so sehr gesuchten Toiletten ist schlicht und einfach. Ein wenig an Eigenkleider erinnernd, sind sie doch nicht so bizzar, wie die Poiret-Modelle, mit denen dieser ambitiöse Schneiderkünstler versucht hat auch das Feld der Backfischtoiletten zu erobern. Momentan ist die Lanvin Siegerin. Sie beeinflußt am meisten die Mädchentoiletten und ihre Modelle sind so charakteristisch, daß sie nicht nur viel getragen, sondern ebensoviel kopiert werden.“

Ihr Atelier im Pariser Mode-Viertel musste sie ständig erweitern. Sie arbeitete viel mit Stoffen und tauschte ihre Ideen mit ihren Direktricen aus, die im Anschluss die Skizzen anfertigten, die Schnitte erarbeiteten, die Produktion überwachten und den Kontakt zu den Kundinnen pflegten. Lanvin blieb stets rätselhaft und zog es vor, sich aus dem öffentlichen Leben zurückzuhalten und den direkten Kontakt zum Kunden während der Anproben einzuschränken. Die Schneiderin hielt sich von Extravaganz fern und war nur selten auf einem Ball oder bei einem Pferderennen in Longchamp anzutreffen. Jedoch beobachtete sie die eleganten Pariserinnen, um ihre zukünftigen Wünsche in Sachen Mode zu erahnen. Lanvins Mode zeichnete sich durch farbenfrohe, edle Stoffe, jugendlich-feminine Damenkollektionen mit dazugehörigen Entwürfen für Mädchenkleidung, aufwendige Stickereien und kunstvolle Handwerksarbeit aus. Zu diesem Zweck gründete sie 1923 eine eigene Färberei in Nanterre. Klassiker sind das sogenannte Lanvin-Blau (fliederfarbenes Blau) und das Polignac-Rosa (ihre Tochter hatte 1925 den Grafen Jean de Polignac geheiratet).
1920 erwarb Lanvin, die inzwischen eine wohlhabende Geschäftsfrau war, für sich und ihre Tochter in Paris das ehemalige Hôtel particulier der Marquise Arconati-Visconti in der Rue Barbet-de-Jouy unweit des damals gerade eröffneten Musée Rodin und modernisierte den Bau mithilfe des Architekten Richard Bouwens van der Boijen. Die Innengestaltung übernahm ab 1921 der renommierte französische Inneneinrichter Armand-Albert Rateau (1882–1938). Mit Rateau hatte Lanvin ab 1920 bereits für die Inneneinrichtungssparte Lanvin Décoration ihres Unternehmens zusammengearbeitet. 1925 waren die Arbeiten in der Rue Barbet-de-Jouy abgeschlossen. Das Gebäude wurde 1965 abgerissen. In der Folge ließ Fürst Louis de Polignac, angeheirateter Cousin von Marie-Blanche Lanvin-Polignac, mehrere Zimmer von Jeanne Lanvin nachbauen, die ab 1985 mit Unterbrechungen im Musée des Arts Décoratifs in Paris ausgestellt wurden.

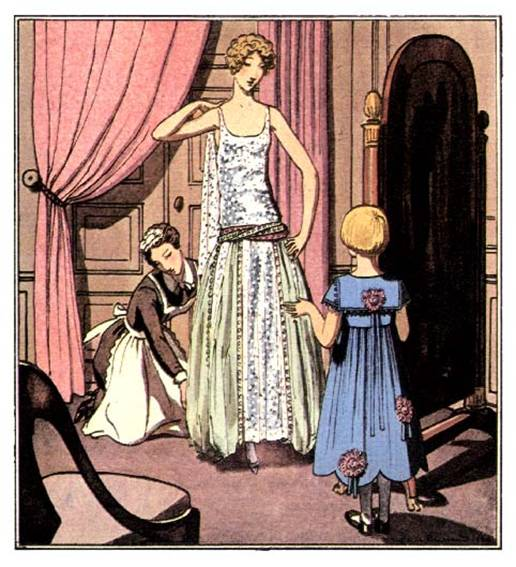
Lanvin-Entwürfe eines Robe de Style Kleides und eines Mädchenkleides (1922) von einer Angestellten gezeichnet

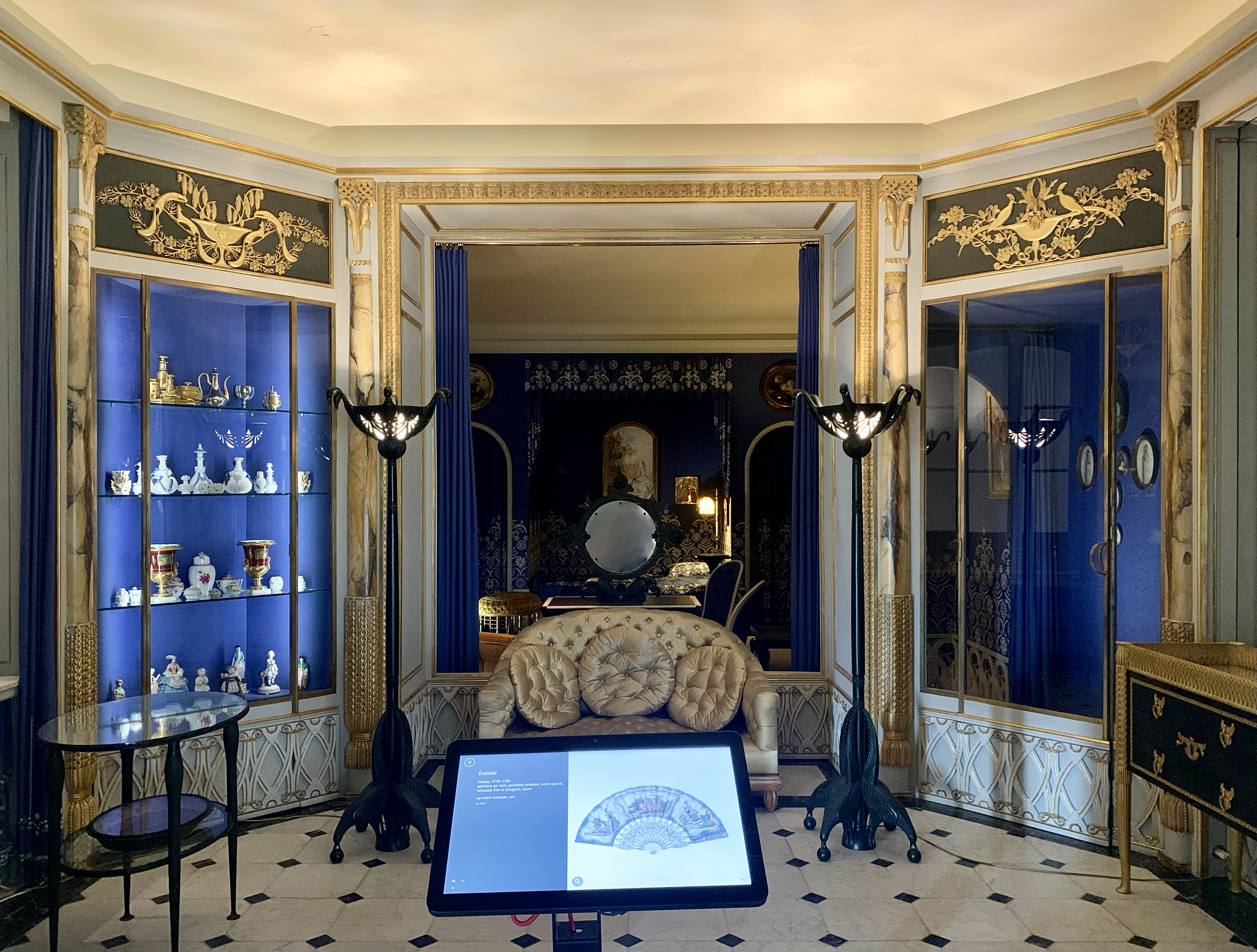
Nachbau von Jeanne Lanvins Wohnzimmer im Pariser Musée des Arts Décoratifs

Die romantisch-verspielte Lanvin-Mode mit langen Kleidern (robe de style) und Röcken stand im Gegensatz zu den emanzipiert-knappen Entwürfen ihrer jüngeren Kollegen Coco Chanel und Jean Patou. Wiederkehrende Motive bei Lanvin waren Satin-Bänder, Rüschen, Taft- oder Tüll-Verzierungen, Blumenmuster (mit Vorliebe Margeriten). 1924 wurde sie für ihre Verdienste im Modebereich zum Ritter der Ehrenlegion ernannt. Im gleichen Jahr lancierte sie Lanvin Sport mit bequemer Freizeit-Kleidung. Die ebenso 1924 gegründete Lanvin Parfums sollte über die Jahre zahlreiche Düfte unter dem Namen Lanvin präsentieren, den Anfang machte My Sin (1924). 1925 beschäftigte sie bereits 800 Mitarbeiter. 1926 wurde mit Lanvin Tailleur-Chemisier die Couture-Herrenkollektion lanciert. Als eines der ersten Haute-Couture-Häuser hatte das von Jeanne Lanvin mit großem Organisations- und Geschäftstalent geführte Modehaus eine Abteilung für Parfüms, für Herren- und für sportliche Damen-, Pelz- sowie für Kinderkleidung. Darüber hinaus bewegte sie sich mit Lanvin Décoration ab Anfang der 1920er im Bereich der Heimtextilien und Wohnungseinrichtungen. Der von ihr 1927, zwei Jahre nach dem Chanel-Klassiker Nº 5, erschaffene Duft 'Arpège' (in Anlehnung an das Klavierspiel ihrer Tochter) ist ein Klassiker in der Parfümwelt und bis heute erhältlich. Zu den Kunden, und auch Freunden, von Jeanne Lanvin zählte unter anderem Marlene Dietrich. Nach Jeanne Lanvins Tod im Jahr 1946 wurde das Unternehmen zunächst von ihrer Tochter Marie-Blanche weitergeführt.
Die große Liebe Jeanne Lanvins für ihre Tochter, spiegelt sich noch heute im Logo von Lanvin wider, das eine stilisierte Mutter in wallendem Gewand zeigt, die ihrer kleinen Tochter die Hände reicht. Dieses Jugendstil-Bild war 1927 als Flakon-Bemalung für den Arpège-Duft von Paul Iribe entworfen worden.
1921 hatte Jeanne Lanvin von dem Architekten Robert Fournez in Le Vésinet, wo bereits ihr erster Mann Emilio di Pietro ein Anwesen besessen hatte, zwei Landhäuser – genannt La Chênerai (von frz. chêne, dt. Eiche) und La Buisserie (von frz. buis, dt. Buchsbaum bzw. les Vieilles Tuiles, dt. die alten Dachziegel) – bauen lassen, die sie von Rateau einrichten ließ. La Buisserie machte Jeanne Lanvin schließlich zu ihrem Altersruhesitz. Sie starb 1946 in Paris in ihrem Anwesen in der Rue Barbet-de-Jouy.

## Auszeichnungen
- 1926: Ritter der Ehrenlegion
- 1938: Offizier der Ehrenlegion[15]

## Sammlung
Metropolitan Museum of Art, New York (Auswahl)

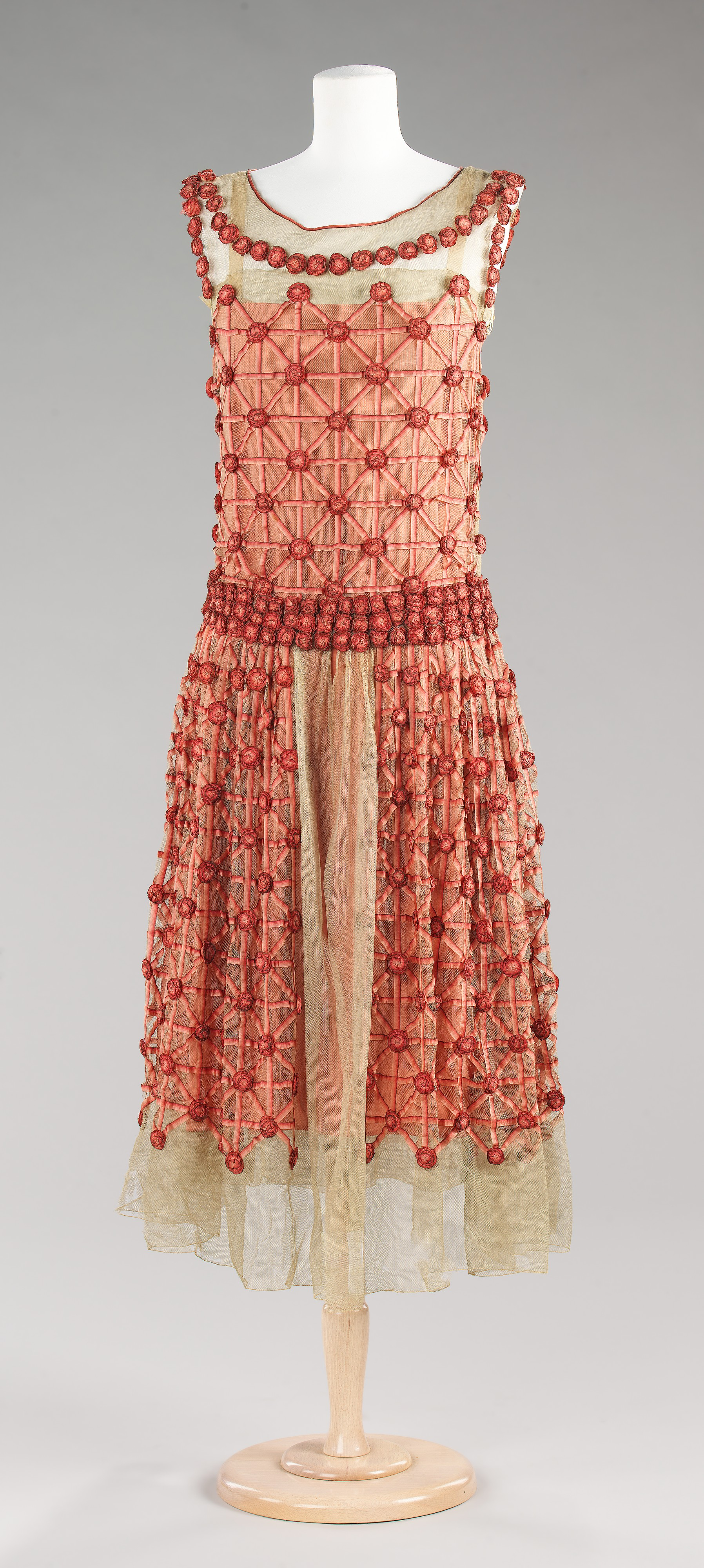
„Roseraie“, Abendkleid (Seide), Frühling/Sommer 1923
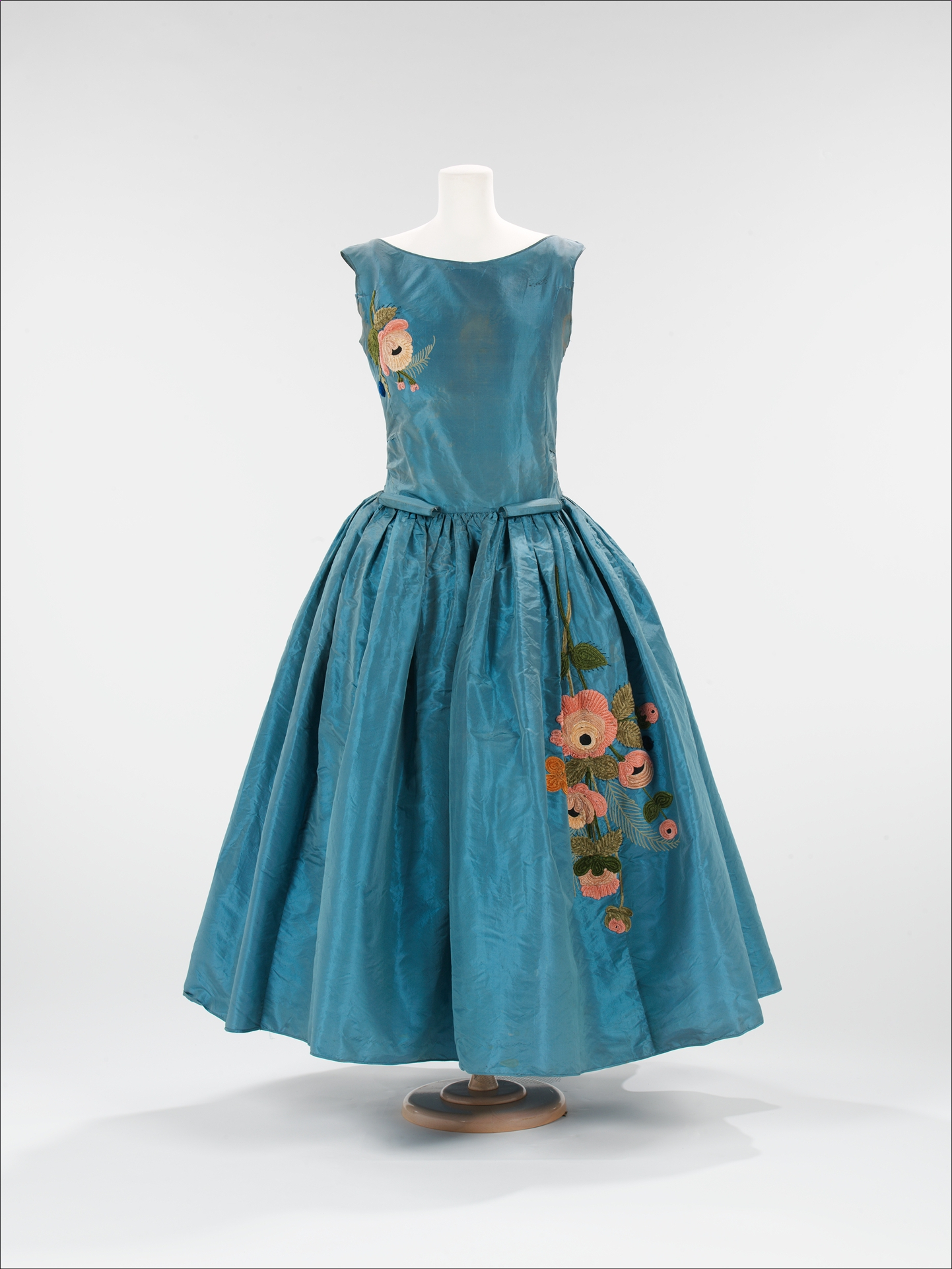
„Jolibois“, Abendkleid (Seide), Herbst/Winter 1922–23
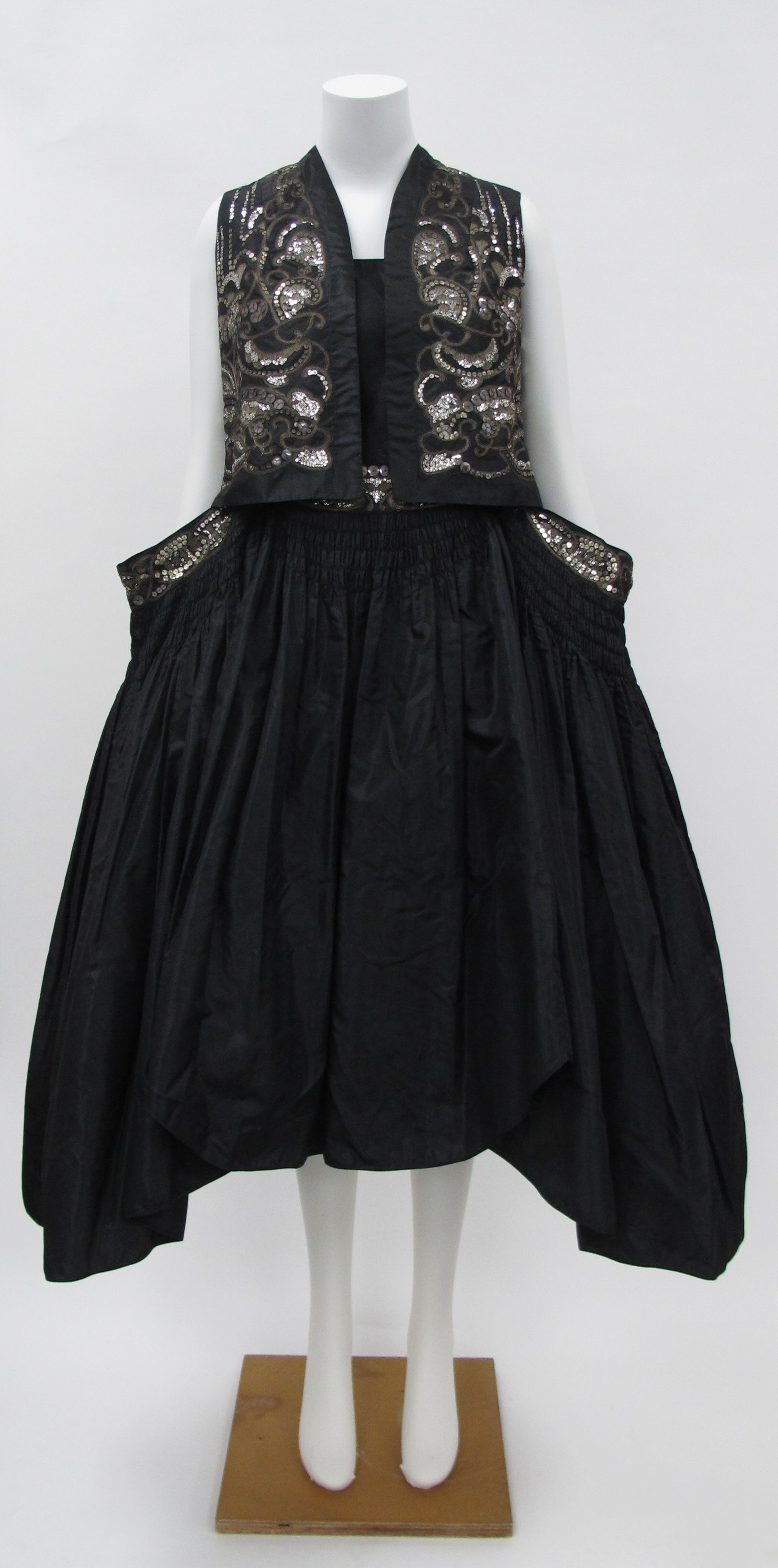
Ko.I.Noor, Abend-Ensemble (Seide und Metall), Frühling/Sommer 1927
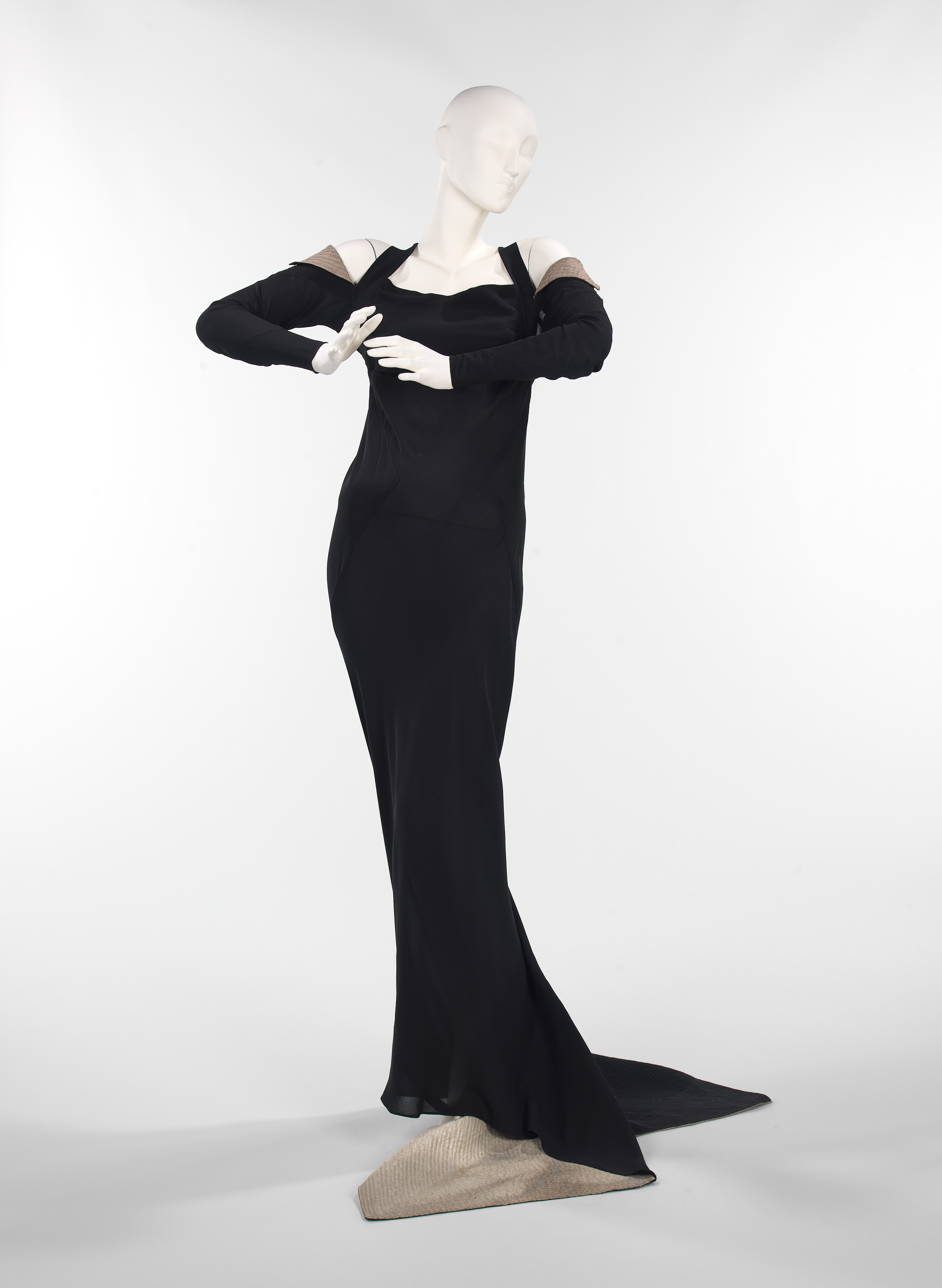
„Phèdre“, Abendkleid (Seide und Metall), Herbst/Winter 1933
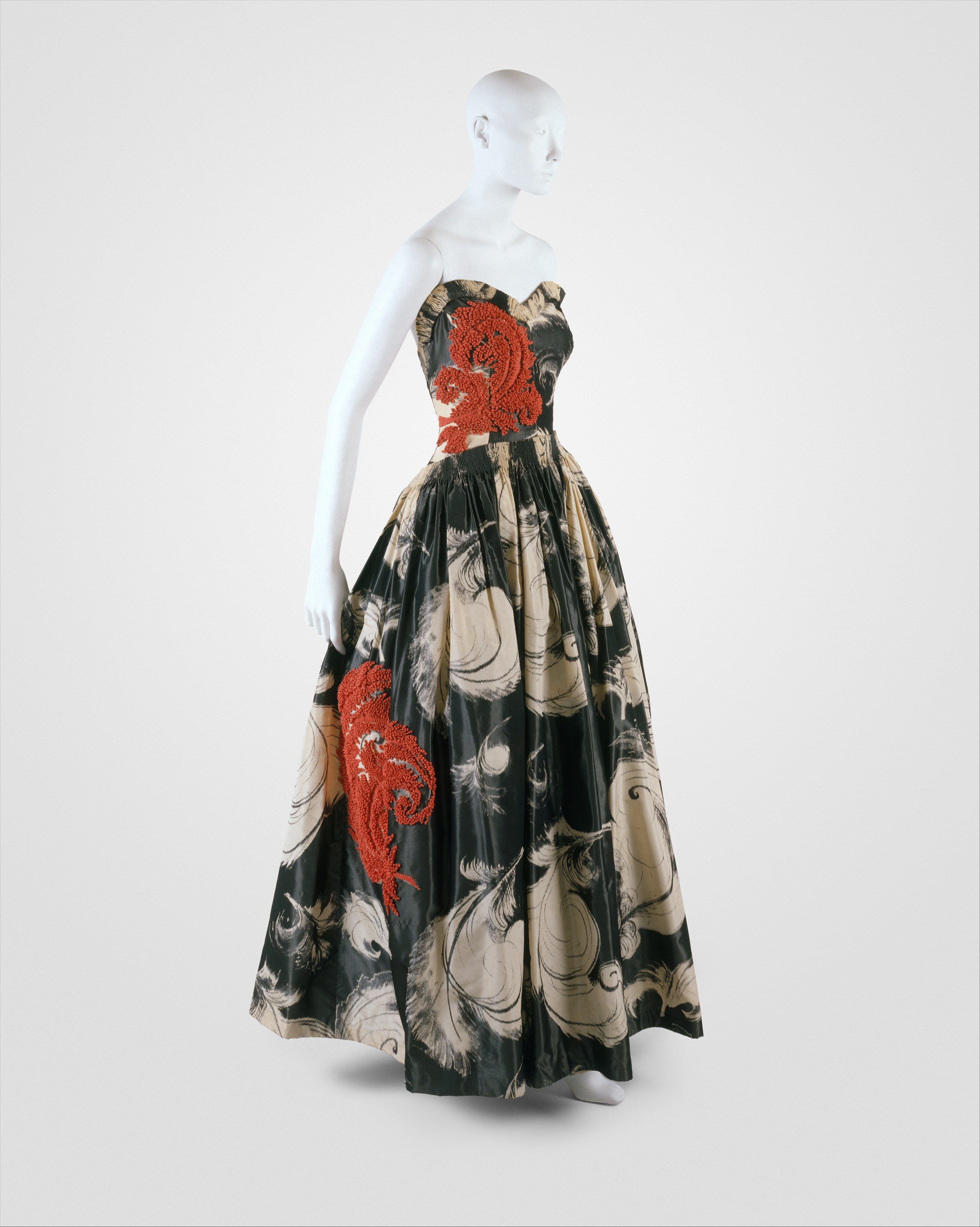
„Fusée“, Abendkleid (Seide), 1938